# Etienne Girardot
Pour les articles homonymes, voir Girardot.

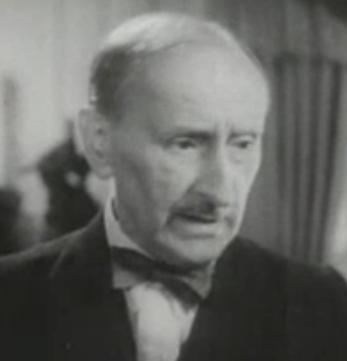
Etienne Girardot dans Meurtre au chenil (1933)

Etienne Girardot, né à Londres le 11 février 1856 et mort à Hollywood le 10 novembre 1939, est un acteur anglais.

## Biographie
Installé aux États-Unis, il se produit au théâtre à Broadway entre 1893 et 1933, principalement dans des pièces, mais aussi dans trois comédies musicales.
Au cinéma, il apparaît durant la période du muet de 1911 à 1922, puis après le passage au parlant, de 1933 à 1940 (son dernier film sort l'année suivant sa mort). Au total, il participe, selon l'IMDb, à 76 films, généralement dans des « seconds rôles », voire des petits rôles non crédités.

## Filmographie partielle
- 1911 : One Touch of Nature de Laurence Trimble (court métrage)
- 1914 : The Violin of M'sieur de James Young (court métrage)
- 1919 : The Witness of the Defense de George Fitzmaurice
- 1919 : The Belle of New York
- 1922 : A Stage Romance d'Herbert Brenon
- 1933 : La Boule rouge (Blood Money) de Rowland Brown
- 1933 : Storm at Daybreak de Richard Boleslawski
- 1933 : Meurtre au chenil ou Le Mystère de la chambre close (The Kennel Murder Case) de Michael Curtiz
- 1934 : Train de luxe (Twientieth Century) d'Howard Hawks
- 1934 : Les Pirates de la mode (Fashions of 1934) de William Dieterle
- 1934 : Et demain ? (Little Man, What Now ?) de Frank Borzage
- 1934 : Born to Be Bad de Lowell Sherman
- 1934 : The Dragon Murder Case (en) d'H. Bruce Humberstone
- 1934 : L'Oiseau de feu (The Firebird) de William Dieterle
- 1934 : Mandalay de Michael Curtiz
- 1935 : Monseigneur le détective (The Bishop Misbehaves) d'Ewald André Dupont
- 1935 : Le Conquérant des Indes (Clive of India) de Richard Boleslawski
- 1935 : Vivre sa vie (I live my Life) de W. S. Van Dyke
- 1935 : Le Roman d'un chanteur (Metropolitan) de Richard Boleslawski
- 1935 : Grande Dame (Grand Old Girl) de John S. Robertson
- 1935 : Hooray for Love de Walter Lang
- 1935 : Boucles d'or (Curly Top) d'Irving Cummings
- 1935 : In Old Kentucky de George Marshall
- 1935 : Toute la ville en parle (The Whole Town's Talking) de John Ford
- 1936 : Betsy (Hearts divided) de Frank Borzage
- 1936 : L'Affaire Garden (The Garden Murder Case), d'Edwin L. Marin
- 1936 : La musique vient par ici (The Music Goes 'Round) de Victor Schertzinger
- 1936 : Half Angel de Sidney Lanfield
- 1936 : Go West, Young Man d'Henry Hathaway
- 1936 : College Holiday de Frank Tuttle
- 1936 : Au seuil de la vie (The Devil is a Sissy) de W.S. Van Dyke et Rowland Brown
- 1937 : Le Grand Garrick (The Great Garrick) de James Whale
- 1937 : Après (The Road Back) de James Whale
- 1937 : Wake Up and Live de Sidney Lanfield
- 1937 : Déjeuner pour deux (Breakfast for Two) d'Alfred Santell
- 1937 : Charmante Famille (Danger-Love at Work) d'Otto Preminger
- 1938 : Port of Seven Seas de James Whale
- 1938 : Le Professeur Schnock (Professor Beware) d'Elliott Nugent
- 1938 : La Pauvre Millionnaire (There Goes My Heart) de Norman Z. McLeod
- 1939 : La Grande Farandole (The Story of Vernon and Irene Castle) d'Henry C. Potter
- 1939 : The Arizona Wildcat d'Herbert I. Leeds
- 1939 : Mon mari conduit l'enquête (Fast and Loose) d'Edwin L. Marin
- 1939 : For Love or Money d'Albert S. Rogell
- 1939 : Exile Express d'Otis Garrett
- 1939 : Hawaiian Nights d'Albert S. Rogell
- 1939 : Little Accident de Charles Lamont
- 1939 : Quasimodo (The Hunchback of Notre Dame) de William Dieterle
- 1940 : Isle of Destiny (en) d'Elmer Clifton

## Théâtre (à Broadway)
(pièces, sauf mention contraire)
- 1893 : Charley's Aunt de Brandon Thomas

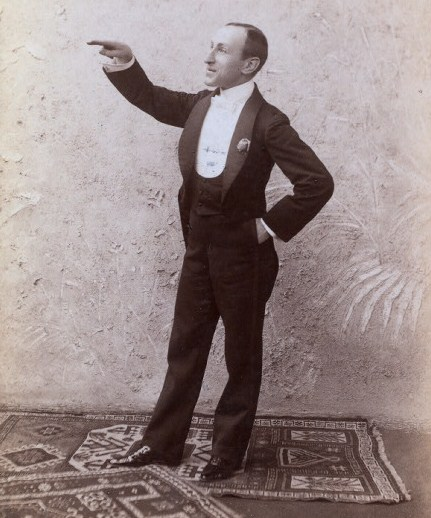
Etienne Girardot en 1906, à Broadway, dans Charley's Aunt de Brandon Thomas

- 1897 : Miss Francis of Yale de Michael Morton
- 1899 : The Purple Lady de Sydney Rosenfeld
- 1900 : Mam'selle 'Awkins, comédie musicale, musique d'Herman Perlot et Alfred E. Aarons, lyrics et livret de (et avec) Richard Carle
- 1901 : Miranda of the Balcony d'Anne Crawford Flexner
- 1902 : The Diplomat de Martha Morton
- 1903 : My Lady Peggy goes to Town de Frances Aymar Mathews
- 1903 : Le Songe d'une nuit d'été (A Midsummer Night's Dream) de William Shakespeare, avec musique de scène arrangée par Victor Herbert, d'après Felix Mendelssohn
- 1904-1905 : Leah Kleschna de C.M.S. MacLellan
- 1905 : The Rose de Mrs. Fiske
- 1906 : The Crossing de Louis Evan Shipman et Winston Churchill
- 1906 : Charley's Aunt de Brandon Thomas (reprise)
- 1913 : Un bon petit diable (A Good Little Devil) de Rosemonde Gérard et Maurice Rostand, adaptation d'Austin Strong, avec Mary Pickford, Edward Connelly, Lillian Gish, Ernest Truex (adaptée au cinéma en 1914)
- 1916 : Caliban of the Yellow Sands de Percy MacKaye, avec musique
- 1918 : Her Honor, the Mayor d'Arline Van Ness Hines, avec Margalo Gillmore, Brandon Hurst
- 1918-1919 : Remnant de Dario Niccodemi et Michael Morton
- 1919-1920 : Aphrodite, pièce (avec musique) de Pierre Frondaie et George C. Hazelton, adaptée du roman éponyme de Pierre Louÿs, chorégraphie de Michel Fokine, avec Richard Hale
- 1921 : Two Little Girls in Blue, comédie musicale, musique de Paul Lannin et Vincent Youmans, lyrics d'Arthur Francis, livret de Fred Jackson, avec Madeline et Marion Fairbanks, Olin Howland
- 1922-1923 : De la vie des insectes (The World we live In) de Josef et Karel Čapek, adaptation d'Owen Davis
- 1923 : The Exile de Sidney Toler
- 1923 : L'École de la médisance (The School for Scandal) de Richard Brinsley Sheridan, avec Ethel Barrymore, Walter Hampden, Violet Kemble-Cooper, Grant Mitchell, Charles Richman
- 1924-1925 : The Farmer's Wife d'Eden Phillpotts, avec Leonard Carey, Charles Coburn
- 1925 : Arabesque de Cloyd Head et Eunice Tietjens, avec Bela Lugosi
- 1927 : Merry-Go-Round, comédie musicale, musique d'Henry Souvaine et Jay Gorney, lyrics et livret de Morrie Ryskind et Howard Dietz, mise en scène d'Alan Dinehart
- 1929 : Becky Sharp de Langdon Mitchell, d'après La Foire aux vanités (Vanity Fair) de William Makepeace Thackeray, avec Ernest Cossart, Arthur Hohl, Basil Sydney, Leonard Willey (adaptée au cinéma en 1935)
- 1929 : The Bonds of Interest (Los intereses creados) de Jacinto Benavente, traduction de John Garrett Underhill, avec Walter Hampden
- 1930-1931 : Lysistrata d'Aristophane, adaptation de Gilbert Seldes, avec Louise Closser Hale, Hope Emerson, Violet Kemble-Cooper, Ernest Truex, Ian Wolfe
- 1931 : Szereten egy szinesznot (I Love an Actress) de László Fodor, adaptation et mise en scène de Chester Erskine, avec Walter Abel, John Williams
- 1932 : The House of Doom de Charles K. Champlin
- 1932-1933 : Twentieth Century de Ben Hecht et Charles MacArthur, d'après une pièce de Charles Bruce Millholland (+ rôle dans Train de luxe, adaptation au cinéma de 1934 sus-visée)